# Антропология права
Антропология права (юридическая антропология) — научная и учебная дисциплина, которая путём анализа устных или письменных памятников права, практики общественной жизни исследует процессы юридизации человеческого бытия, свойственные каждому историческому типу цивилизации, и стремится выяснить закономерности, которые лежат в основе социального и правового быта человеческих общностей.

## Предмет антропологии права
Антропология права изучает правовое бытие человечества (и составляющих его этнических групп, народов, наций) на всех стадиях развития этого бытия, от архаических до современных.
Предмет антропологии права составляют правовые системы и в целом весь комплекс правовых явлений: правовые нормы, правоотношения, идеи и представления о праве, правовые институты, процедуры и способы регуляции поведения, защиты порядка, разрешения конфликтов, которые складываются в различных сообществах (первобытных, традиционных, современных), у разных этносов (народов, наций), в разные эпохи и в разных регионах мира.
Специфическими объектами изучения юридической антропологии являются правовой обычай, правовой плюрализм, общинное право, правосознание и правовая культура, а также нормативные системы различных субкультур, такие, например, как «воровской закон».

## Смежные науки
Юридическая антропология возникла на стыке юриспруденции с целым рядом других гуманитарных дисциплин и прежде всего — с социальной антропологией, этнологией, социологией, культурологией, историей, философией (особенно — философией истории). Из юридических дисциплин заметное влияние на юридическую антропологию оказывают история права и сравнительное правоведение.

## История
Родоначальником и основателем науки юридической антропологии был английский юрист, историк Генри Мейн, который первым начал изучение юридическо-антропологического направления в своих трудах «Древнее право», «История древних учреждений», «Древний закон и обычай», опубликованных в 1860-х годах.
В период между Первой и Второй мировыми войнами новый импульс развитию антропологии права придали исследования Б. Малиновского. Наиболее известные работы в этой области принадлежат американским и британским антропологам Е. А. Хобелю, М. Глакману, П. Боханнану, Л. Поспишилу, французскому правоведу Норберу Рулану и др.

### В России
В дореволюционной России антропология права развивалась как изучение обычного права народов Империи. В этой сфере работали такие ученые, как М. М. Ковалевский, Ф. И. Леонтович, П. С. и А. Я. Ефименко, Е. И. Якушкин и др.
В советское время число исследований в этой области драматически сократилось, и эта субдисциплина стала восстанавливаться лишь с 1990-х гг. Современная российская антропология права развивается по двум линиям: как субдисциплина социальной (культурной) антропологии, сосредоточенная в основном на изучении обычного права и юридического быта коренных народов, и как одна из отраслей юридической науки.